# Équipe de France d'ultimate
Pour les articles homonymes, voir Équipe de France.
L’équipe de France d’ultimate représente la Fédération flying disc France lors des compétitions internationales, comme le Championnat d’Europe d’ultimate ou les Championnats du monde d’ultimate des nations notamment.
De par la nature de ce sport, il y a en réalité plusieurs équipes chacune répartie par catégorie :
- Catégorie open
- Catégorie féminine
- Catégorie mixte
- Catégorie master (homme)
- Catégorie master (femme)
- Catégorie master (mixte)
- Catégorie grand-master open
- Catégorie open U23
- Catégorie open U20
- Catégorie féminine U20
- Catégorie open U17
- Catégorie féminine U17

Pour chacune des équipes, les joueurs participent à des sélections et prennent part à des stages et des tournois de préparations, afin d’aborder les grands rendez-vous de l’ultimate international.

## Logo
En 2013, La FFDF lance un concours ouvert à tous pour redessiner le logo de l'équipe de France d'ultimate disque. Le logo utilisé jusqu'à ce jour était fortement inspiré de celui du coq sportif.

Logo de l'équipe de France d'ultimate jusqu'en 2014.
Logo coq sportif (version 1973).

## Palmarès

### Palmarès Open
Outdoor
Palmarès de l’équipe de France catégorie open :
| Année | Lieu                      | Place |
| ----- | ------------------------- | ----- |
| 1991  | Colchester, R.-U.         | 9e    |
| 1995  | Fontenay-le-Comte, France | 8e    |
| 2003  | Fontenay-le-Comte, France | 8e    |
| 2007  | Southampton, R.-U.        | 7e    |
| 2011  | Maribor, Slovénie         | 10e   |
| 2015  | Copenhague, Danemark      | 3e    |

| Année | Lieu              | Place |
| ----- | ----------------- | ----- |
| 1983  | Göteborg, Suède   | 9e    |
| 1986  | Colchester, R.-U. | 11e   |
| 1988  | Louvain, Belgique | 15e   |
| 1989  | Vejle, Danemark   | 10e   |
| 1990  | Oslo, Norvège     | 13e   |
| 1994  | Colchester, R.-U. | 9e    |
| 1996  | Jönköping, Suède  | 13e   |
| 2012  | Sakai, Japon      | 11e   |

Beach
| Année | Lieu                 | Place |
| ----- | -------------------- | ----- |
| 2008  | Le Pouliguen, France | 2e    |
| 2013  | Calafell, Espagne    | 8e    |

| Année | Lieu                       | Place |
| ----- | -------------------------- | ----- |
| 2004  | Figueira da Foz, Portugal  | 2e    |
| 2011  | Lignano, Italie            | 9e    |
| 2015  | Dubaï, Émirats arabes unis | 9e    |
| 2017  | Royan, France              | 3e    |
| 2023  | Los Angeles, USA           | 6ème  |

### Palmarès Féminin
Outdoor
Palmarès de l’équipe de France catégorie Féminine :
| Année | Lieu                      | Place |
| ----- | ------------------------- | ----- |
| 1995  | Fontenay-le-Comte, France | 6e    |
| 2003  | Fontenay-le-Comte, France | 8e    |
| 2007  | Southampton, R.-U.        | 9e    |
| 2011  | Maribor, Slovénie         | 11e   |

| Année | Lieu              | Place |
| ----- | ----------------- | ----- |
| 1988  | Louvain, Belgique | 11e   |
| 1989  | Vejle, Danemark   | 7e    |
| 2008  | Vancouver, Canada | 14e   |

Beach
| Année | Lieu              | Place |
| ----- | ----------------- | ----- |
| 2013  | Calafell, Espagne | 8e    |

| Année | Lieu                      | Place              |
| ----- | ------------------------- | ------------------ |
| 2004  | Figueira da Foz, Portugal | 3e                 |
| 2011  | Lignano, Italie           | 7e + Esprit du Jeu |